# Amberg-Sulzbach
Amberg-Sulzbach és un districte a Baviera, Alemanya. Es limita però no s'inclou la ciutat d'Amberg. És limitat pels (seguint les agulles del rellotge des del nord) districtes de Neustadt (Waldnaab), Schwandorf, Neumarkt, Nürnberger Land i Bayreuth.

## Història
La història està vinculada amb la història de l'Alt Palatinat i la ciutat d'Amberg.
El districte va ser creat el 1972 per la fusió de l'antic districte d'Amberg i el districte de la ciutat lliure de Sulzbach-Rosenberg (l'últim va perdre el seu estatus com un districte de ciutat-lliure en aquesta reforma administrativa).

## Geografia
El districte està situat al centre geogràfic de Baviera, a 40 km a l'est de Nuremberg. L'eix principal de la regió és el riu Vils (un afluent del Naab) travessant el districte de nord a sud. A l'oest del riu, la terra s'eleva a la Jura Francònia, mentre que hi ha suaus turons al costat est en l'angle entre Naab i Vils. El districte està principalment cobert per boscos, especialment en la meitat occidental.

## Escut d'armes
| Escut d'armes | L'escut d'armes mostra: - El lleó Palatinat, que era l'animal heràldic de la Alt Palatinat - Els lliris, que eren un símbol dels comtes de Sulzbach - Les eines de mineria, per tal de recordar la història de la mineria de l'Alt Palatinat |

## Ciutats i municipis
| Ciutats                                                                    | Municipis | |
| -------------------------------------------------------------------------- | --- | --- |
| 1. Auerbach 2. Hirschau 3. Schnaittenbach 4. Sulzbach-Rosenberg 5. Vilseck | 1. Ammerthal 2. Birgland 3. Ebermannsdorf 4. Edelsfeld 5. Ensdorf 6. Etzelwang 7. Freihung 8. Freudenberg 9. Gebenbach 10. Hahnbach 11. Hirschbach | 1. Hohenburg 2. Illschwang 3. Kastl 4. Königstein 5. Kümmersbruck 6. Neukirchen bei Sulzbach-Rosenberg 7. Poppenricht 8. Rieden 9. Schmidmühlen 10. Ursensollen 11. Weigendorf |